# Duša elleni támadás
A Duša elleni támadás Gornji Vakuf melletti Duša falunak, a Horvát Védelmi Tanács (HVO) katonai erői által 1993. január 18-án végrehajtott ágyúzására utal, amelyben hét bosnyák civil vesztette életét. Miután a HVO átvette az irányítást a falu felett, a bosnyákok házait felgyújtották.

## Előzmények
Gornji Vakuf a Lašva-völgytől délre fekvő város, amelynek a háború előtti lakossága körülbelül 10 000 horvát és 14 000 bosnyák volt. A Horvát Védelmi Tanács (HVO) és a Bosznia-Hercegovinai Köztársaság hadserege (ARBiH) közötti az első összecsapásra 1993. január 11-én került sor. Ellentmondó jelentések szólnak arról, hogyan kezdődtek a harcok és mi okozta azokat; egyesek szerint egy muzulmán tulajdonú szállodában elhelyezett bomba, amelyet főhadiszállásként használtak, vagy az ARBiH-erők teljes körű támadása a HVO állásai ellen. 1993. január 16-án a HVO azt követelte, hogy az ARBiH Gornji Vakufban rendelje alá csapatait a HVO-nak, amit elutasítottak. Január 18-án a HVO megtámadta az ARBiH gornji vakufi állásait.

## A támadás
Január 18-án a HVO megtámadta az ARBiH erőit a Gornji Vakufhoz tartozó Duša faluban,. A civilek, köztük idősek, nők és gyerekek, a harcok alatt Enver Šljivo házában kerestek menedéket. A támadás során a HVO tüzérsége több lövedéket lőtt ki egy közeli faluból, amelyek közül az egyik éppen Enver Šviljo házát találta el, és megölt 7 civilt, köztük három gyermeket, három nőt és egy idősebb férfit, aki belehalt a sebeibe. Sok más bosnyák ház is megsérült az ágyúzás következtében.
Az ARBiH megadását követően a nőket, gyerekeket, időseket és fogyatékkal élőket a közeli Paloč faluba szállították, ahol az orvos megvizsgálta a sebesülteket, a súlyos sérülteket pedig a bugojnói kórházba szállíttatta. Mások néhány napig Paločban maradtak, mígnem az UNPROFOR elköltöztette őket. A paloči fogva tartás körülményeiről nincs bizonyíték. A falu elfoglalása után a HVO katonái ismeretlen számú házat felgyújtottak. A dušai bosnyák férfiakat Paločból Trnovačába szállították, és egy bútorgyárban tartották őket fogva. Két héttel később kicserélték őket az ARBiH által elfogott foglyokra.

## Fordítás
Ez a szócikk részben vagy egészben  a   Duša killings című angol Wikipédia-szócikk ezen változatának fordításán alapul.  Az eredeti cikk szerkesztőit annak laptörténete sorolja fel. Ez a jelzés csupán a megfogalmazás eredetét és a szerzői jogokat jelzi, nem szolgál a cikkben szereplő információk forrásmegjelöléseként.